# Isaiah Rashad
Isaiah Rashad McClain (Chattanooga, 16 maggio 1991) è un rapper statunitense.
Dal 13 luglio al 23 agosto 2012, è andato in tournée con i rapper Juicy J, Joey Badass e Smoke DZA, durante il Smoker's Club Tour di Smoker.
Nel marzo 2013 ha firmato per l'etichetta Top Dawg Entertainment. Il 15 ottobre 2013 si è esibito in televisione sul canale Black Entertainment Television durante i BET Hip Hop Awards 2013.
Il 28 gennaio 2014 ha pubblicato il suo album primo album in studio Cilvia Demo, che ha debuttato al numero 40 della classifica Billboard US 200.
Nel marzo 2014 si è esibito al iTunes Festival e il 18 luglio 2014 al Pitchfork Music Festival.
Il 2 settembre 2016 ha pubblicato il suo secondo album studio The Sun's Tirade che ha raggiunto il numero 17 nella Billboard 200, vendendo 19 000 copie nella sua prima settimana. Alla pubblicazione dell'album è seguita una tournée a livello nazionale.

## Discografia

### Album in studio
- 2016 – The Sun's Tirade
- 2021 – The House Is Burning

### EP
- 2014 – Cilvia Demo